# Ichtiocentaury

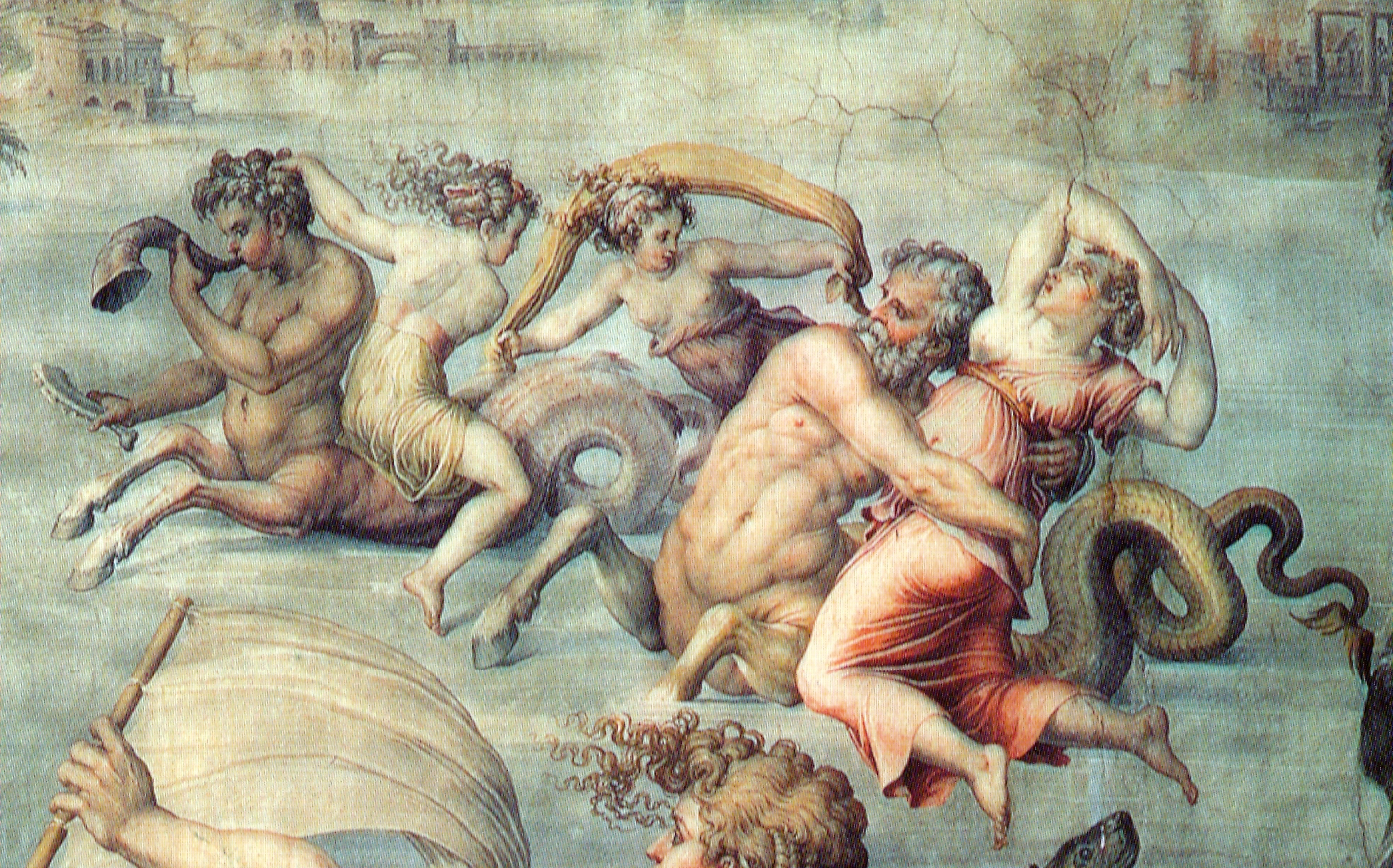
Giorgio Vasari: Saturn otrzymuje w darze owoce ziemi, 1555–1557, Pałac Vecchio, Florencja

Ichtiocentaury (także ichtiocentaurowie, centaurotrytony; lm gr. Ἰχθυοκένταυροι Ichthyokéntauroi, łac. Ichthyocentauri, pol. „centaury-ryby”, lp gr. Ichthyokéntauros, łac. Ichthyocentaur ‘ryba-centaur’, pol. „centaur-ryba”) – w mitologii greckiej pół ludzie, pół ryby, z parą końskich nóg.
Uchodziły za potomków tytana Kronosa i Okeanidy Filyry oraz za braci centaura Chirona. Wraz z hippokampami, Trytonem, trytonami, Nereidami należały do orszaku Posejdona (Neptuna) i Amfitryty.
W sztuce przedstawiane są zwykle jako istoty o mieszanej budowie. Górna część ich ciała (tułów, głowa, ręce) jest  podobna do ciała człowieka (tak jak centaurów), natomiast dolna ma kształt ryby (tak jak Trytona; przeważnie mają rybi ogon skręcony spiralnie). Posiadają (w odróżnieniu od Trytona) parę końskich nóg lub łap podobnych do lwich. Na głowie mają dwa rogi utworzone z odnóży (szczypce) homara.
Dwaj znani ichtiocentaurowie, Bytos i Afros, utożsamiani są z gwiazdozbiorem Ryb.